# Koskiw
Koskiw (ukrainisch Коськів; russisch Коськов Koskow, polnisch Kośków) ist ein Dorf in der ukrainischen Oblast Chmelnyzkyj mit etwa 1250 Einwohnern (2001).
Im Ortszentrum steht eine Kirche, ein Dorfmuseum, eine Schule, ein Kulturhaus, ein Gemeindehaus, ein Kindergarten, ein Kaufladen sowie ein Denkmal zur Dorfgründung und ein Kriegerdenkmal.

## Geografische Lage
Die Ortschaft liegt auf einer Höhe von 291 m am Ufer der Chomora (Хомора), einem 114 km langen, linken Nebenfluss des Slutsch, 7 km südöstlich vom Gemeindezentrum Lenkiwzi (Ленківці),  26 km südlich vom Rajonzentrum Schepetiwka und 77 km nördlich vom Oblastzentrum Chmelnyzkyj.
Nördlich vom Dorf verläuft die Fernstraße N 02 und westlich der Ortschaft die N 25.
Am 13. September 2016 wurde das Dorf ein Teil der neugegründeten Landgemeinde Lenkiwzi, bis dahin bildete es die gleichnamige Landratsgemeinde Koskiw (Коськівська сільська рада/Koskiwska silska rada) im Süden des Rajons Schepetiwka.

## Geschichte

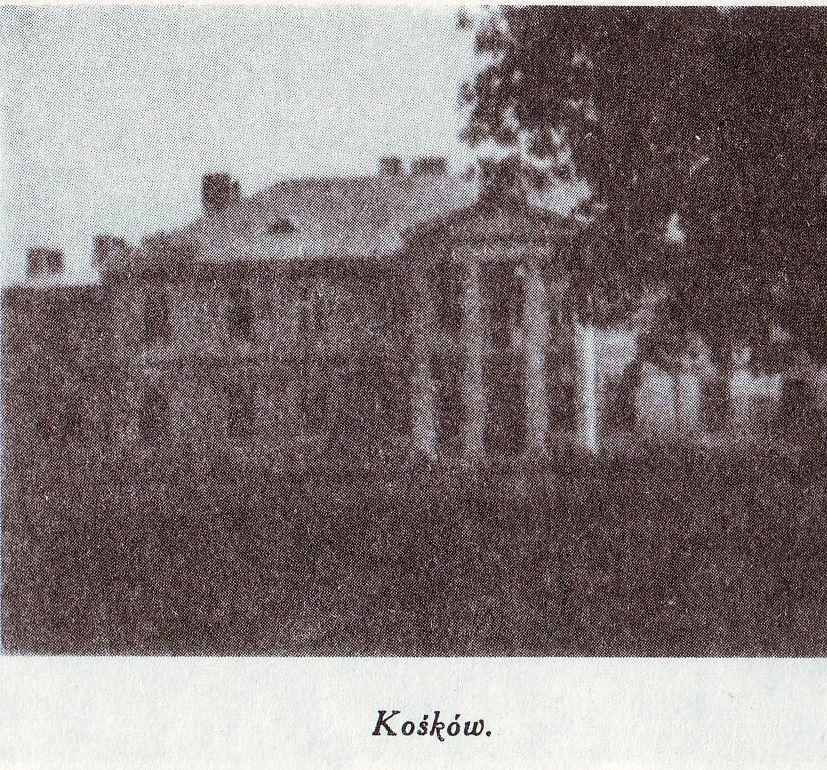
Ehemaliges Herrenhaus in Koskiw

Im 13. und 14. Jahrhundert existierte, nach archäologischen Befunden, eine Siedlung auf einer Halbinsel am linken Ufer des Flusses Chomora, die von drei Seiten von Sümpfen umgeben und im Norden von einem Wassergraben abgeschlossen war. Erstmals schriftlich erwähnt wurde die Ortschaft 1589 im Register der von Tataren verbrannten Dörfer.  Im Dorf wurde 1745 eine Kirche erbaut und die erste Schule wurde 1863 eröffnet. 1890 hatte die Ortschaft 182 Höfe mit insgesamt 1511 Bewohnern, darunter 53 römisch-katholischer Konfession und 40 Juden. 1909 wurde eine Backsteinkirche errichtet. Während des Ersten Weltkriegs gab er 368 Bauernhöfe im Dorf. 1935 wurde ein neues Schulgebäude gebaut.
Koskiw war bis September 2016 eine eigenständige Landratsgemeinde mit einer Fläche von 46,72 km² und gehört seitdem  administrativ zur Landgemeinde Lenkiwzi (Ленковецька сільська громада) im Süden des Rajon Schepetiwka.